# Brookesia tedi
Brookesia tedi is een hagedis uit de familie kameleons (Chamaeleonidae).

## Naam en indeling
Het is een van de kortstaartkameleons uit het geslacht Brookesia. De wetenschappelijke naam van de soort werd voor het eerst voorgesteld door Mark D. Scherz, Jörn Köhler, Andolalao Rakotoarison, Frank Glaw en Miguel Vences in 2019. De soortaanduiding tedi is een eerbetoon aan Ted Townsend, die veel schubreptielen zoals kameleons onderzocht.

## Uiterlijke kenmerken
Brookesia tedi bereikt een kopromplengte van 15,3 tot 18,2 millimeter en een staartlengte van 29,5 tot 31,7 millimeter. Aan de bovenzijde van het lichaam zijn acht tot tien rijen stekels gelegen die soms echter ontbreken of erg klein zijn. De staart draagt geen stekels. Aan de heupen is een duidelijke stekel aanwezig.

## Verspreiding en habitat
De kameleon komt endemisch voor in Madagaskar maar alleen in het noordoostelijke deel van het land in het Nationaal park Marojejy. De soort is aangetroffen op een hoogte van ongeveer 1300 meter boven zeeniveau.

## Beschermingsstatus
Door de internationale natuurbeschermingsorganisatie IUCN is nog geen beschermingsstatus toegewezen. De biologen die de kameleon onderzochten adviseren om de status 'kwetsbaar' te hanteren (Vulnerable of VU) maar wezen er op dat de soort door bosbranden en slecht natuurbeheer als snel af zou kunnen glijden naar de status 'ernstig bedreigd' (Critically Endangered of CR).